# 北マケドニアの国章
北マケドニアの国章（きたマケドニアのこくしょう、マケドニア語:грб на Северна Македонија）は1対のコムギの穂、タバコの葉、ケシのつぼみが、マケドニアの伝統的な刺繍の模様のリボンによって結ばれたものが外周を構成している。その内側には山、湖、日の出が描かれている。この紋章は「国の富と我らの戦い、我らの自由」を象徴しているとされる。この紋章は社会主義時代のユーゴスラビアの国章に倣ったものであり、それ自身ソビエト連邦の国章に倣ったものであるため、マケドニアの伝統的な紋章学に基づいたものではない。

Мирослав Грчевが1992年に国章の案として提出したマケドニアのライオンの紋章

## 概要
この国章は1946年7月27日、ユーゴスラヴ・マケドニア人民共和国（のちのマケドニア社会主義共和国）の人民会議にて採択され、マケドニアのユーゴスラビアからの独立後もそのまま使われている。2009年には紋章の頂点に描かれていた共産主義の象徴である5角の赤い星が取り除かれた。
マケドニア共和国は国土の多くが山地であるが、国章に描かれている山は特定の山を描いたものではない。

## 国章変更の試み
マケドニア国内の政治的・民族的対立のため、国章を改めようとする試みは成功をみていない。1992年に新しい国章の案として、赤い盾に黄金色のライオンを描いたものが作成された。これは、マケドニアで伝統的に用いられてきた象徴であり、19世紀頃にはマケドニアのナショナル・ロマンティシズム主義者や内部マケドニア革命組織などの革命家が使用してきたものである。しかしながら、この案は次の理由で受け入れられることはなかった。
- 内部マケドニア革命組織・マケドニア国家統一民主党をはじめとするマケドニアの政党がこの象徴を党の紋章として使用している。
- 新しい国章案はマケドニア共和国のマケドニア人のみを象徴するものであるとして、国内のアルバニア系住民が反発した。
- 赤い盾に黄金色のライオンを描いたものはブルガリアの歴史的象徴でもあり、ブルガリアの国章にも採用されている。ブルガリアとマケドニア共和国との関連性については当時も現在もマケドニアにおいては論争の的である。

これらの問題のために、マケドニアの政党は新しい解決法が見つかるまでの間、既存の国章を引き続き使用することで合意した。ユーゴスラビア社会主義共和国連邦の時代から使われているマケドニアの国章は、しばらくの間パスポートに表示されない状態が続いたが、2007年に更新されたパスポートにはこの国章が表示されている。国章に関する議論はその後も継続されている。

## ギャラリー

### 古い紋章

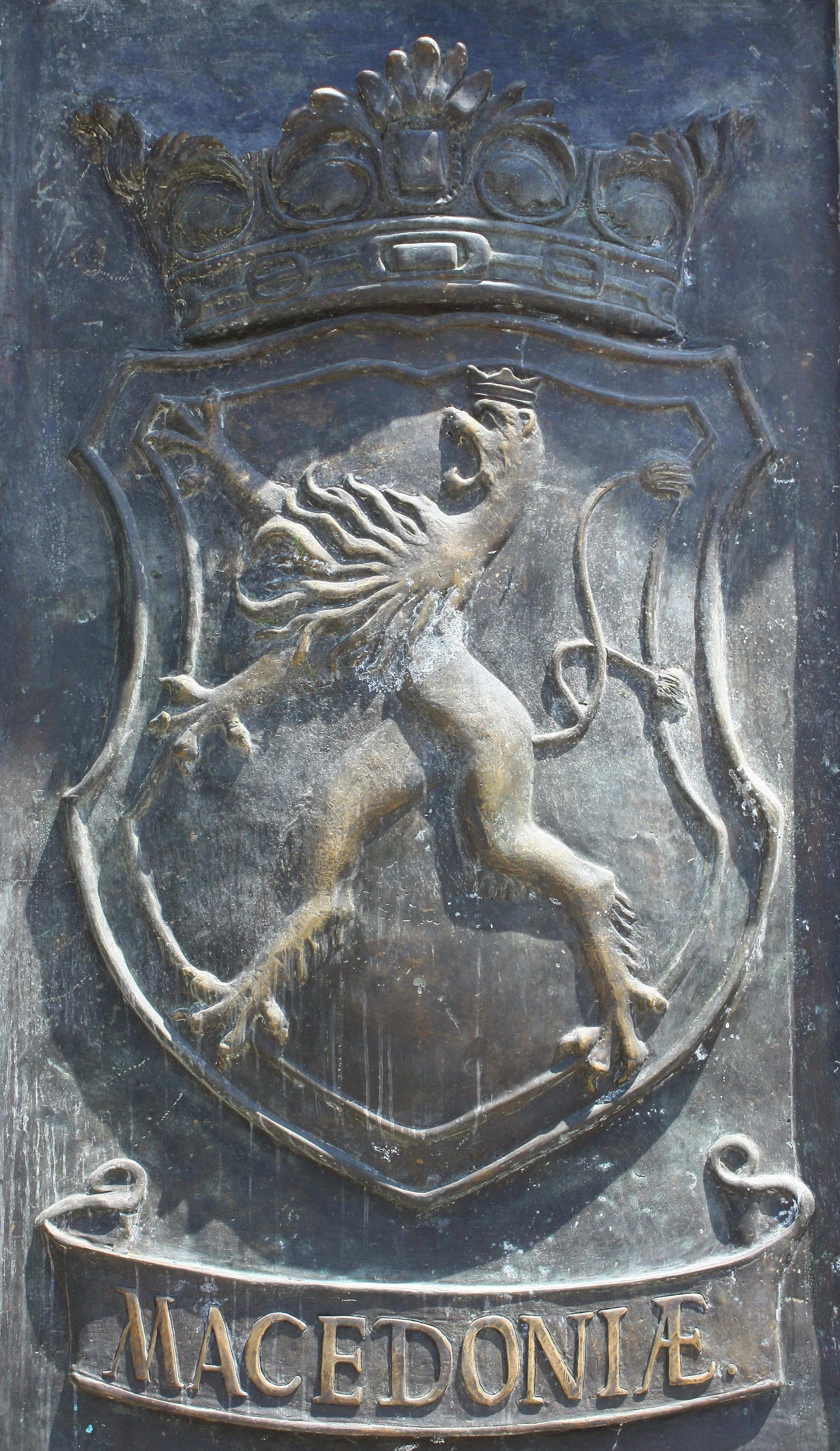
スコピエ市内のライオンの紋章
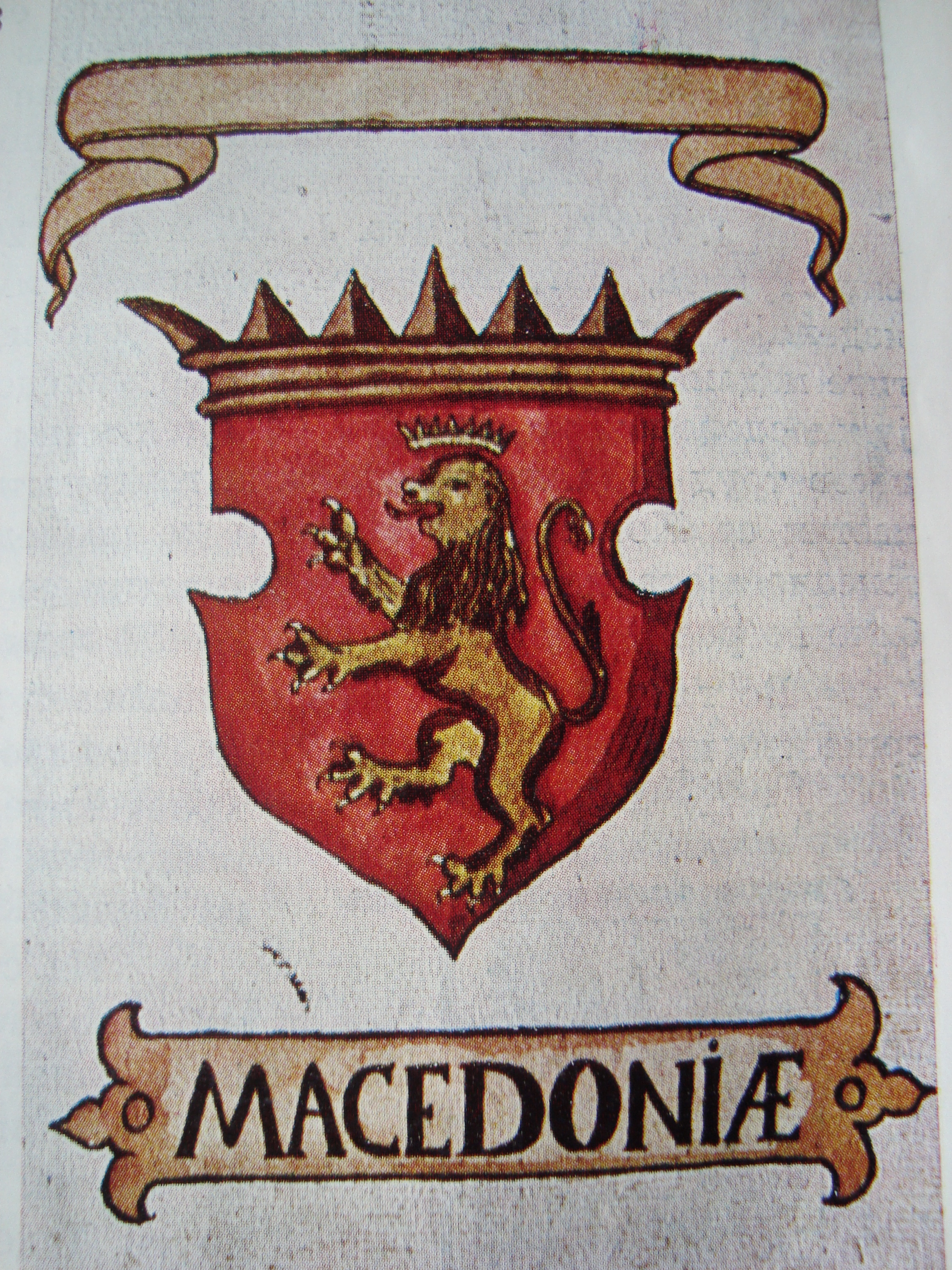
マケドニアの紋章（1340年）
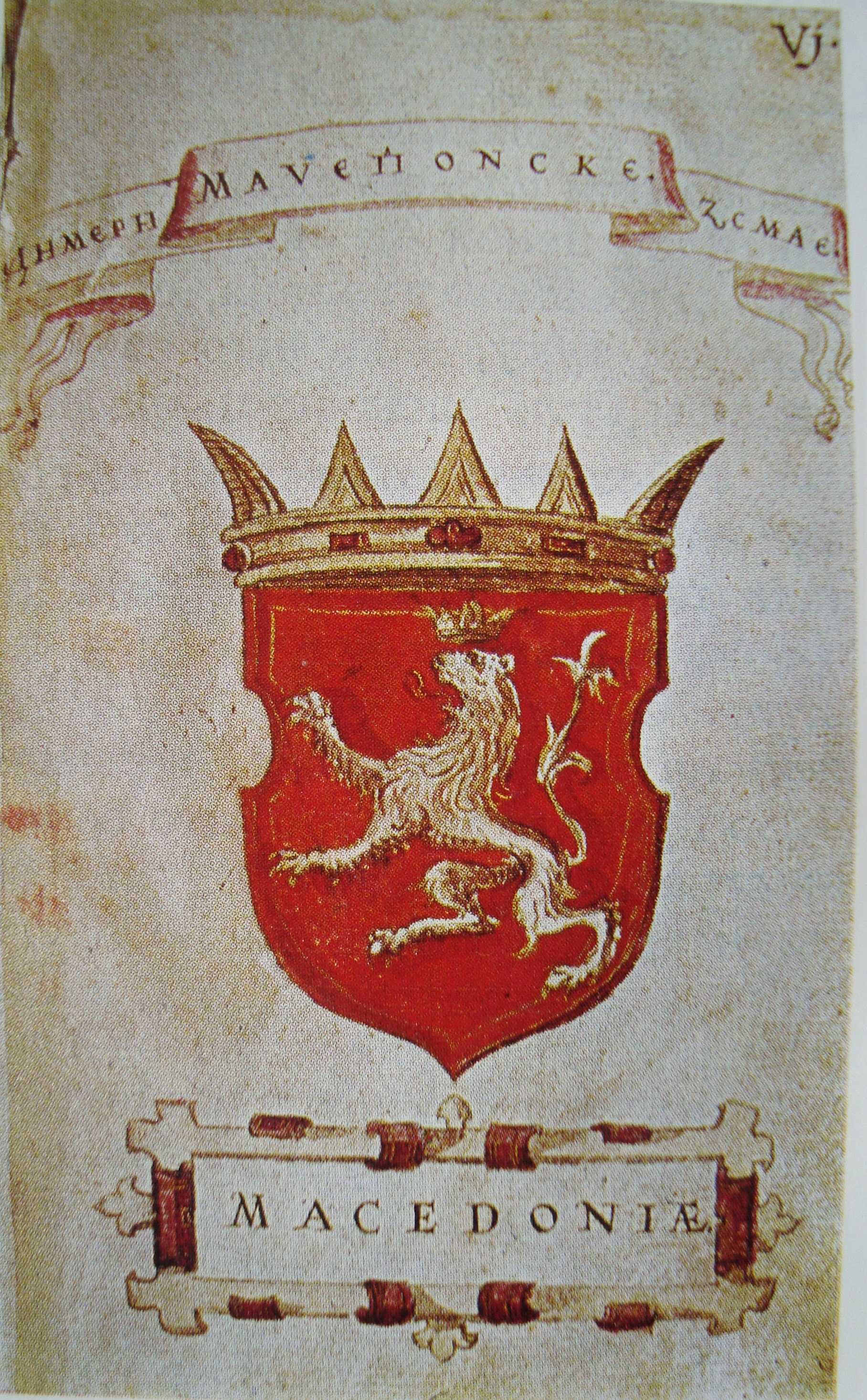
マケドニアの紋章（1595年）
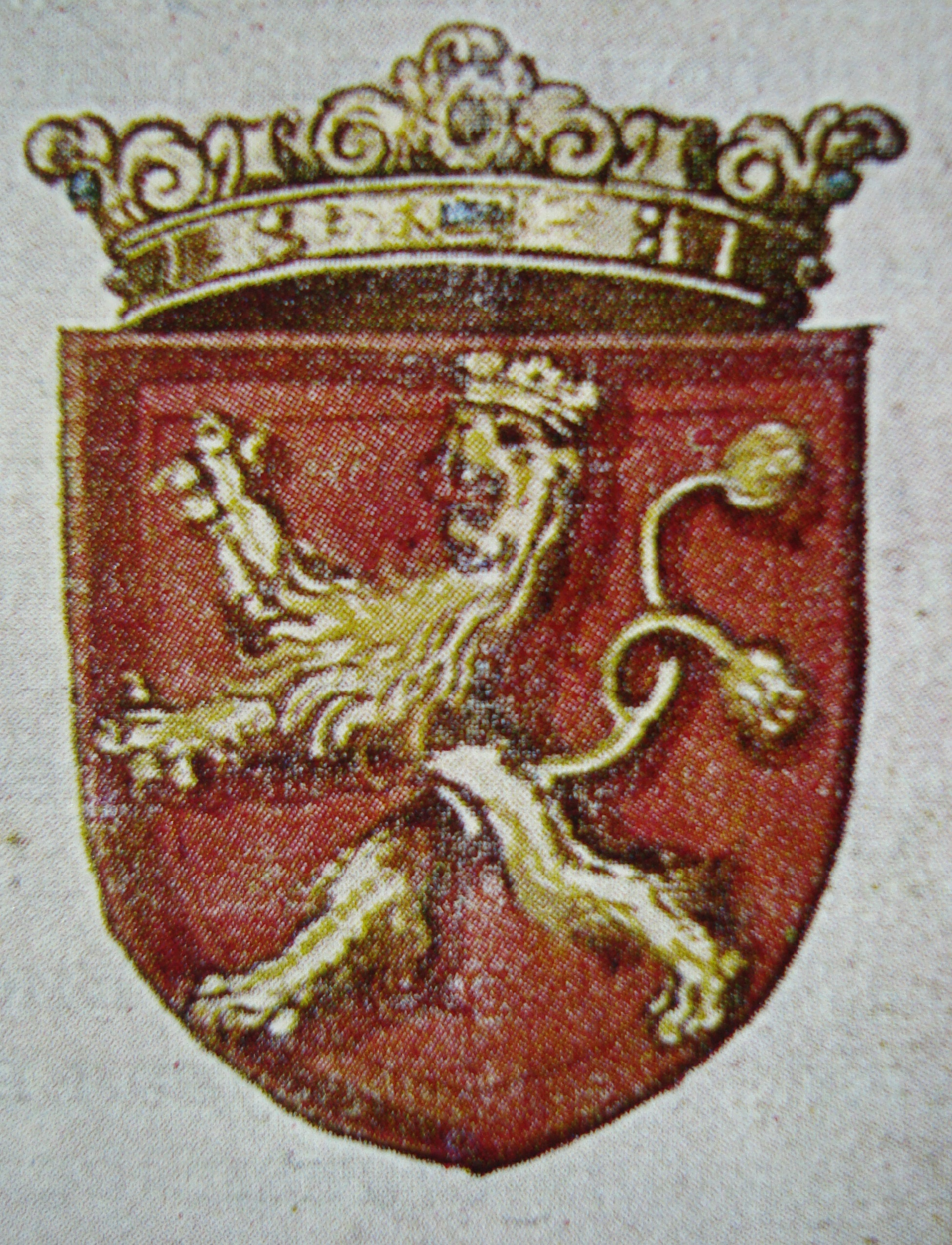
マケドニアの紋章（1614年）
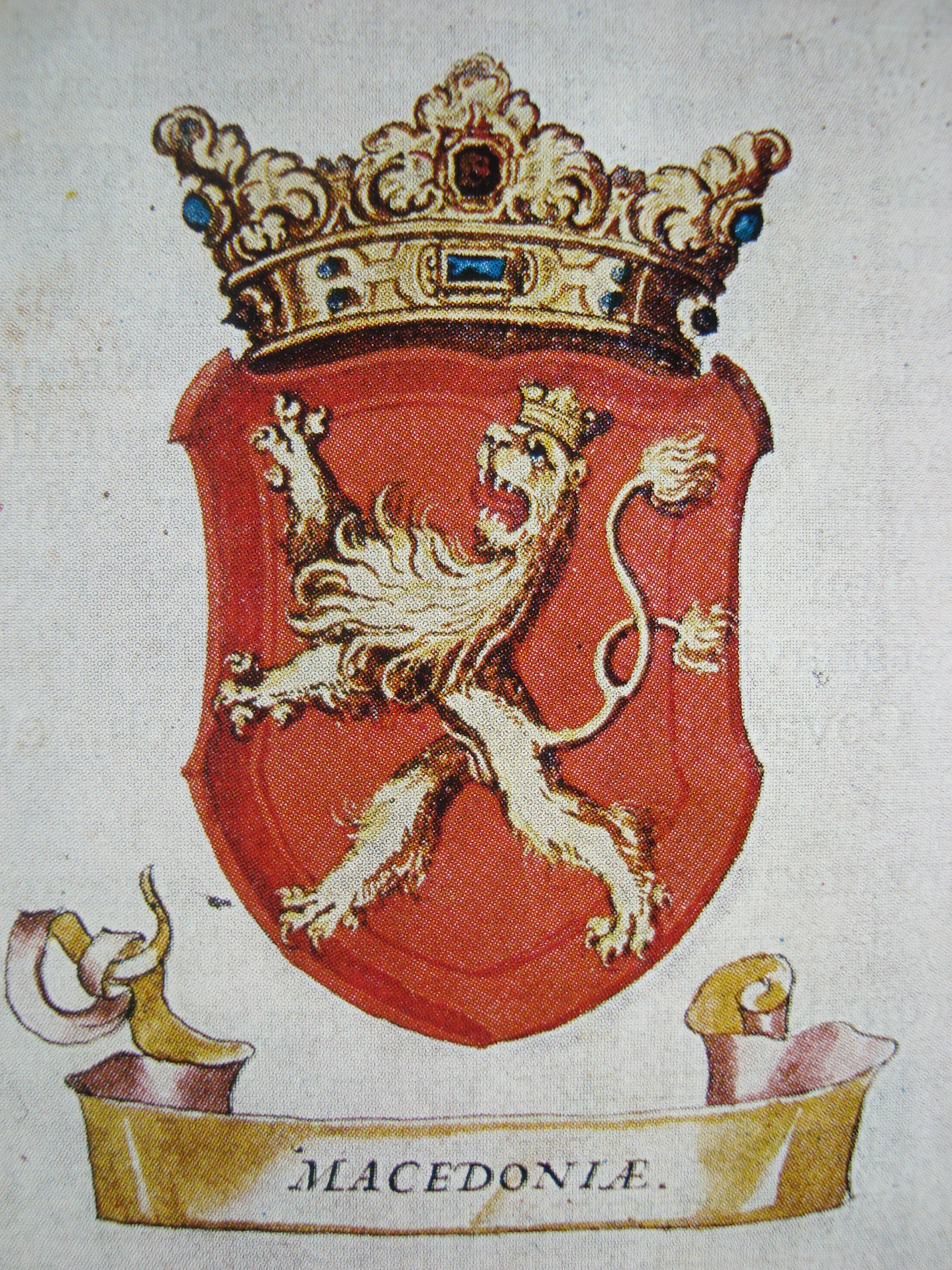
マケドニアの紋章（1620年）
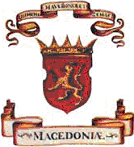
マケドニアの紋章（17世紀）
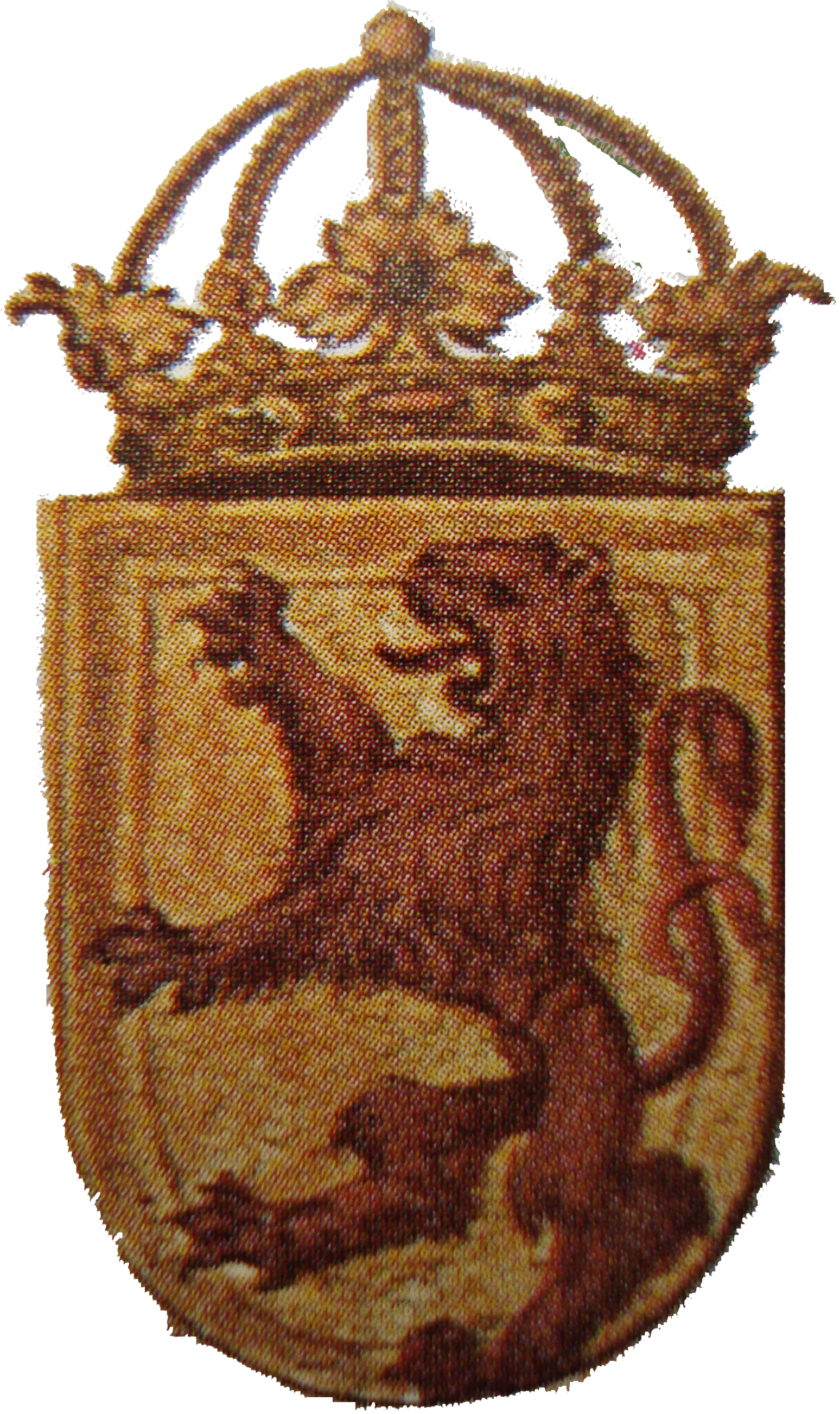
マケドニアの紋章（1694年）
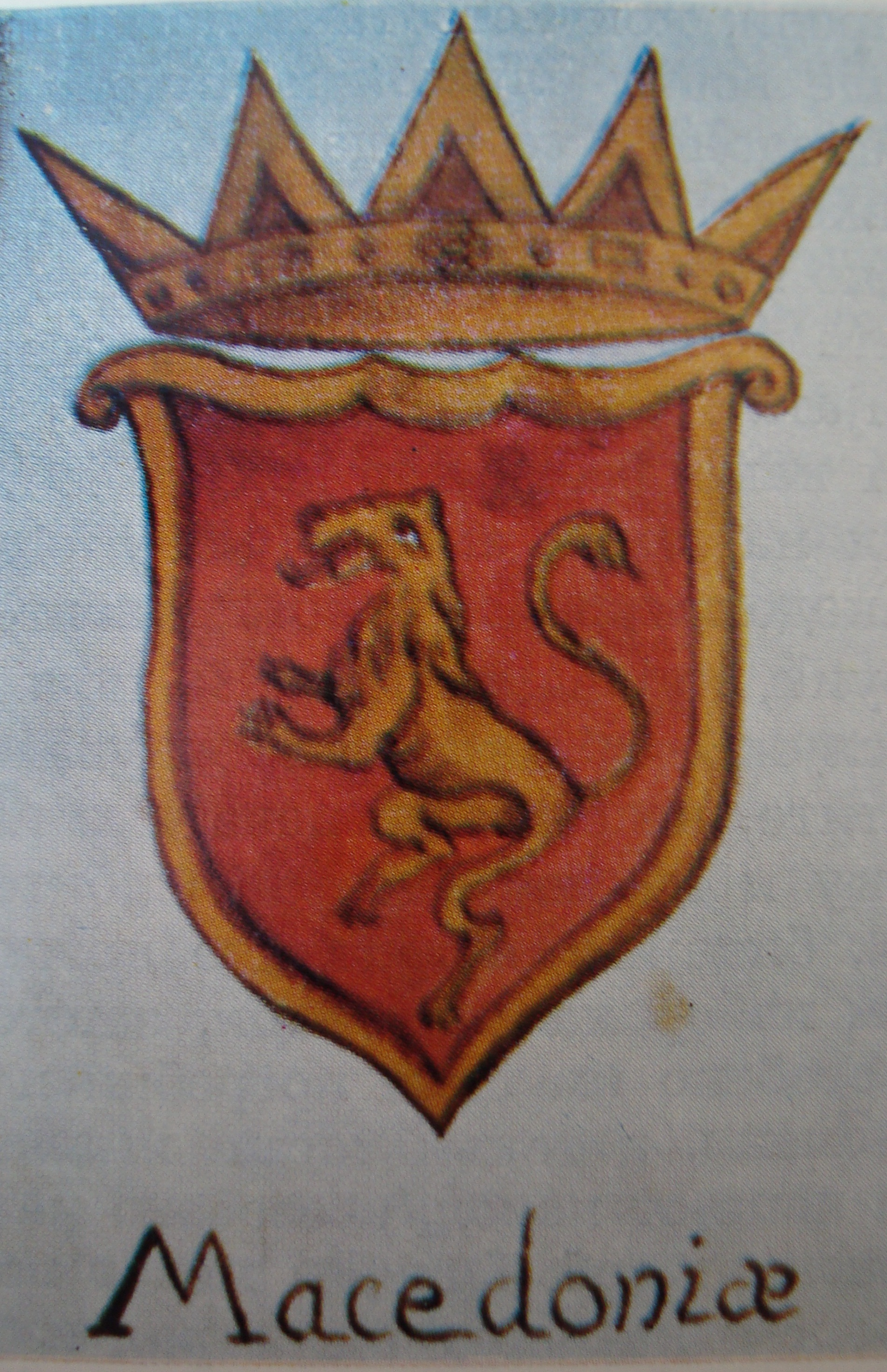
マケドニアの紋章（1740年）
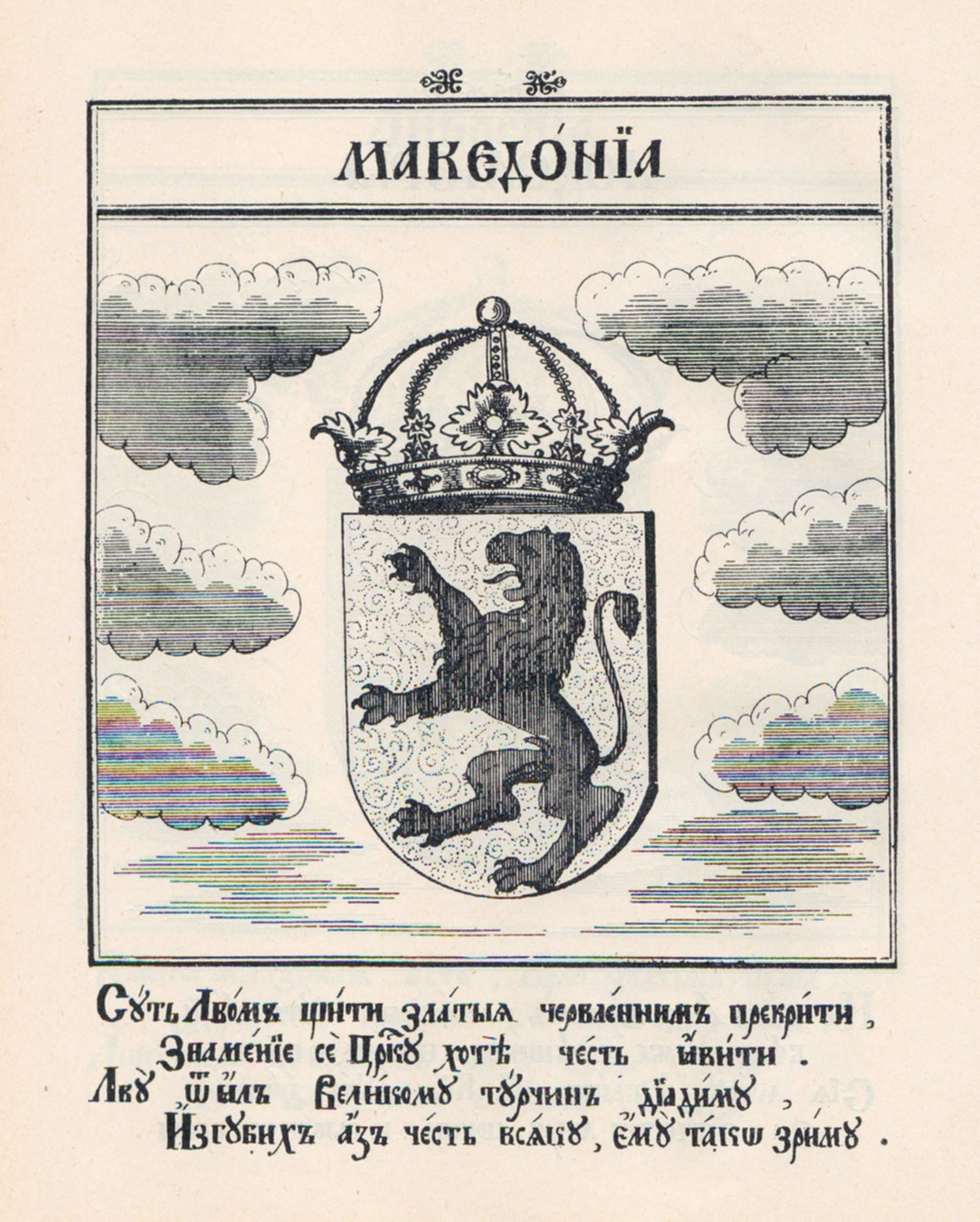
マケドニアの紋章（1741年）
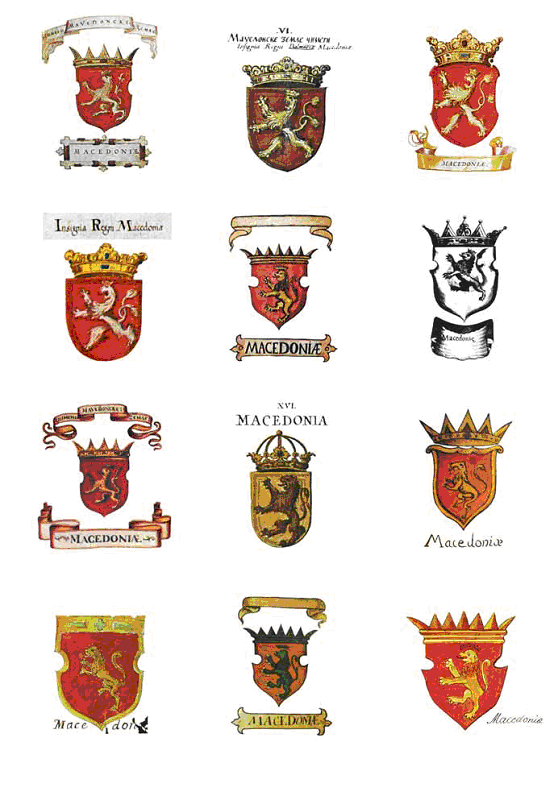
歴代古いマケドニアの紋章

### 社会主義時代以来のエンブレム

マケドニア人民共和国のエンブレム（1944年から1946年）
マケドニア社会主義共和国のエンブレム（1946年から1991年まで）
マケドニア共和国のエンブレム（1991年から2009年まで）

### 提案された国章
